# Sentinel Range
Die Sentinel Range ist die nördliche Hälfte des Ellsworthgebirges im westantarktischen Ellsworthland. Sie erstreckt sich in nordnordwest-südsüdöstlicher Ausrichtung, ist rund 185 km lang, 50 km breit und vom südlicheren Heritage Range durch den Minnesota-Gletscher getrennt.
Der Gebirgszug wurde erstmals am 23. November 1935 von Lincoln Ellsworth aus der Luft gesichtet und fotografiert. Die Mitglieder der von Charles Bentley geführten Marie Byrd Land Traverse Expedition von 1958 waren die ersten Forscher in dieser Region. Die erste Kartierung erfolgte 1958–1961 durch den United States Geological Survey mit Hilfe von Luftbildern der United States Navy.
Die Sentinel Range ist der höchste Gebirgszug der Antarktis, hier befindet sich auch der höchste Berg des Kontinents, der 4892 m hohe Mount Vinson. Der höchste nicht zur Sentinel Range gehörende Berg des Kontinents ist der 4528 Meter hohe Mount Kirkpatrick. Er liegt etwa 1500 Kilometer entfernt in der Königin-Alexandra-Kette.
Zur Sentinel Range gehören:
| Gipfel         | Höhe   |
| -------------- | ------ |
| Mount Vinson   | 4892 m |
| Mount Tyree    | 4852 m |
| Wahlstrom Peak | 4677 m |
| Mount Shinn    | 4661 m |
| Mount Epperly  | 4602 m |
| Mount Gardner  | 4587 m |
| Mount Craddock | 4368 m |